# Abronia viridiflava
Abronia viridiflava (смугаста абронія) — вид веретільницеподібних ящірок родини веретільницевих (Anguidae). Ендемік Мексики.

## Поширення і екологія
Смугасті абронії мешкають в горах в центральній частині мексиканського штату Оахака. Вони живуть в гірських хмарних лісах і ялинових лісах. Зустрічаються на висоті від  2500 до 3000 м над рівнем моря. Ведуть деревний спосіб життя.